# Buccinum mizutanii
Buccinum mizutanii is een slakkensoort uit de familie van de Buccinidae. De wetenschappelijke naam van de soort is voor het eerst geldig gepubliceerd in 1970 door Habe & Ito.